# Apamea flavistigma
Apamea flavistigma är en fjärilsart som beskrevs av Moore 1867. Apamea flavistigma ingår i släktet Apamea och familjen nattflyn. Inga underarter finns listade i Catalogue of Life.